# Goodbye Yellow Brick Road (sång)
Goodbye Yellow Brick Road är en ballad av Elton John och Bernie Taupin. Låten släpptes som den andra singeln från albumet Goodbye Yellow Brick Road och har av kritiker ansetts som Elton Johns bästa låt. Sången nådde nummer 2 på amerikanska singellistan Billboard Hot 100.
Låten medtogs av magasinet Rolling Stone på plats 390 på listan The 500 Greatest Songs of All Time.

## Listplaceringar
| Lista (1973-1974) | Position       |
| ----------------- | -------------- |
| Australien        | 2 (Go Set)     |
| Irland            | 4              |
| Kanada            | 1 (RPM)        |
| Nederländerna     | 23             |
| Norge             | 9 (VG-lista)   |
| Nya Zeeland       | 2 (NZ Listner) |
| Spanien           | 17             |
| Storbritannien    | 6              |
| Sverige           | 1 (Tio i topp) |
| USA               | 2              |
| Vallonien         | 47             |
| Västtyskland      | 49             |